# Dryja (Groot-Polen)
Dryja is een plaats in het Poolse district  Turecki, woiwodschap Groot-Polen. De plaats maakt deel uit van de gemeente Tuliszków en telt 220 inwoners.